# Liste des épisodes de HPI
Cet article présente la liste des épisodes de la série télévisée HPI.

## Saison 1 (2021)

### Épisode 1:Vents d'ouest
- Belgique : 20 avril 2021 sur La Une
- Suisse : 27 avril 2021 sur RTS 1
- France : 29 avril 2021 sur TF1

- Camille Aguilar : Mathilde Levasseur
- Caroline Filipek : Jeanne Levasseur
- Émilie Lafarge : Rosalie Tellier
- Philippe Capelle : Me Sedillot
- Benjamin Egner : Philippe Leroux
- Valérie Leroy : Sophia Belkadi
- Clément de Preiter : gardien de cellule
- Denis Beauvillain : gardien de cellule
- Alexandra Michel-Marichez : caissière

### Épisode 2:Coutume malgache
- Belgique : 20 avril 2021 sur La Une
- Suisse : 27 avril 2021 sur RTS 1
- France : 29 avril 2021 sur TF1

- Nicolas Baisin : Romain
- Salima Sarah Glamine : Alexandra Berger
- Victor Pontecorvo : Grégory Bodianski / Greg, le barman
- Vassili Schneider : Erwan Ribois
- Isabelle Defosse : Eve Ribois
- Catherine Demaiffe : Gladys Puger
- Enola Cliquennois : Lily Berger
- Manon Lheureux : jeune femme bureaux
- Heriniaina Rakotoson : M. Randrianarimanana
- Olivier Vaillant : Vincent Berger

### Épisode 3:Colin-maillard
- Belgique : 27 avril 2021 sur La Une
- Suisse : 4 mai 2021 sur RTS 1
- France : 6 mai 2021 sur TF1

- Michel Voïta : Arnaud Grangeon
- Clémentine Baert : Florence Grangeon
- Annette Lowcay : Agathe Grangeon
- François Pérache : Jérémy Morel
- Olivier Faliez : Ivan
- Juliette André : Juliette Sorin
- Margot André : Laura Sorin
- Saverio Maligno : Me Balland
- Cerise Peroua : Cheryl
- Pauline Pouchin : Clara Patrelli
- Jean-Pierre Duthoit : antiquaire

### Épisode 4:Phyllobates terribilis
- Belgique : 27 avril 2021 sur La Une
- Suisse : 4 mai 2021 sur RTS 1
- France : 6 mai 2021 sur TF1

- Christelle Cornil : Camille Duez
- Christophe Sermet : Paul Duez
- Thao Maerten : Maël Duez
- Frédéric Quiring : Loïc Ballant
- Agnès Château : Odile Mariani
- Jacques Bouanich : Thierry Mariani
- Gérard Watkins : Dr Lacombe
- Maxime Bailleul : tatoueur
- Caroline Corme : Sophie
- Florian Gossoin : auxiliaire vétérinaire

### Épisode 5:Tel maître, tel chien
- Belgique : 4 mai 2021 sur La Une
- Suisse : 11 mai 2021 sur RTS 1
- France : 13 mai 2021 sur TF1

- Juliette Navis : Dr Isabelle Meyer
- Emmanuel Plovier : Émilien Kerr
- Léa Zerbib : Alexia Kerr
- Julien Bravo : Clément Saada
- Jeanne Guittet : Coline Guyot
- Éric Beauchamp : ambulancier
- Audrey Chapon : concierge
- Marie-Josée Billet : Martine, l'infirmière
- Michaël Wiame : coiffeur

### Épisode 6:Hep et soja
- Belgique : 4 mai 2021 sur La Une
- Suisse : 11 mai 2021 sur RTS 1
- France : 13 mai 2021 sur TF1

- Alexandre Picot : Fred Van Heart
- Gilles Creton : Alex Viniali
- Jules Houplain : Hugo Viniali
- Frédéric Épaud : Cyril Prigent
- Pauline Clément : Myriam Forestier
- Michel Masiero : supporter
- Ludovic Berthillot : Jean-Marc

Karadec se réveille en retard d'un cauchemar impliquant Morgane lui faisant des avances. Il est appelé une une scène de crime, Alex Viniali, 46 ans, retrouvé mort dans les vestiaires d'un club de football. En arrivant Karadec tombe sur Théa, en train de filmer la scène de crime, Morgane l'a engagé subrepticement en tant que stagiaire pour une semaine pour sa scolarité. Grâce a la montre connectée de la victime, Morgane déduis que le suspens a eu une relation sexuelle juste avant sa mort, et un papier retrouvé dans sa bouche indique "pour Josépha". Dans la voiture pour annoncer le décès d'Alex a sa famille, Karadec perd patience face aux boulettes de Gilles aux remarques moqueuses de Morgane et a Théa qui le filme en permanence. 
Chez Alex, l'équipe interroge les proches de la victime, selon Cyril, un ami proche et parrain de son fils, Alex était célibataire mais aurait rencontré quelqu'un il y a peu mais qu'il n'a présenté a personne. C'est alors que Gilles fait la rencontre de Myriam, la nouvelle compagne d'Alex. Au commissariat, Myriam est interrogé sur sa relation, d'après elle Alex revenait souvent avec des contusions et des blessures, mais Morgane se rend très vite compte que Myriam n'était pas en couple avec Alex, elle souffre d'érotomanie et était persuadée que sa relation avec Alex allait bientôt aboutir. 
A la PJ, Myriam est écartée de la liste des suspects et Daphné remarque qu'Alex s'est présenté un grand nombre de fois aux urgences de Lille pour des points de suture. Butant sur la signification de "Josépha", Théa qui filme l'enquête en permanence obtient, grâce à un de ses follower, que "Josépha" n'est pas un prénom mais le nom d'une zone industrielle ou on lieu des affrontements entre plusieurs bandes de supporter du club de football de Lille, les "Red dogs", et les "Vikings". Karadec et Morgane partent interroger Fred Van Heart, leader des Vikings" et par conséquent ennemi d'Alex qui faisait parti des "Red dogs", sur la vidéo Alex semble s'acharner spécifiquement sur Fred. A la base les Vikings avaient prévu de venger Fred mais le chef des Red Dogs, un certains "Big Daddy" a assuré que "le boulot serai fait". Morgane décide d'aller voir les Red Dogs, elle sympathise avec eux et ils semblent l'accepter comme l'une des leurs, jusqu'au moment ou Big Daddy, qui est en réalité Cyril, l'ami d'Alex et parrain de son fils, apparait et reconnait immédiatement Morgane avant de la jeter dans une poubelle. Elle est retrouvée par Karadec qui a déjà arrêté Cyril. Interrogé, Cyril révèle que ce n'était pas Alex qui s'est acharné sur Fred mais Hugo, son fils qui a pris les vêtements de son père et s'est fait passer pour lui.
De son coté, après une énième brouille avec sa mère, Morgane peine a trouver quelqu'un pour garder les enfants pendant les vacances, Ludo étant de moins en moins enclin, depuis qu'il a rencontré quelqu'un. A la PJ Céline annonce qu'elle doit discuter avec le procureur, étant donné que la période d'essai de Morgane arrive sont terme, elle doit justifier l'efficacité de Morgane a son poste de consultante. Théa toujours en train de filmer ses aventures fait remarquer a Karadec qu'il est souvent en train de regarder Morgane.
Le lendemain, alors que Théa montre le montage de son film de stage a sa mère, Morgane remarque que Hugo, sous les traits de son père, semble choisir sa cible plutôt qu'attaquer le premier venu, évitant les coup et dirigeant spécifiquement vers Fred, elle retourne voir Myriam a son magasin pour chercher des indice mais la présence d'une chemise a carreau va lui donner une intuition. Karadec qui interroge Hugo voit Morgane débarquer au commissariat avec ses trois enfant alors qu'elle n'a trouvé personne pour les garder. Au même moment Daphné reçoit un appel qui l'informe que Fred est au bar des Red Dogs et qu'il tient Cyril en otage, pensant qu'il a tué Alex. Alex était gay et avait entamé une relation avec Fred, il voulait quitter les Red Dogs mais il a eu une altercation avec son fils qui voulait l'en empêcher et lors de la confrontation ce dernier l'a accidentellement tué.

### Épisode 7:Cocktail Molotov
- Belgique : 11 mai 2021 sur La Une
- Suisse : 18 mai 2021 sur RTS 1
- France : 20 mai 2021 sur TF1

- Delphine Braillon : Sabine Muller
- Cédric Weber : chef Dewulf
- Anne-Sophie Wilkin : Hélène Dewulf
- Lucas Phiv : Jonathan Gourvil
- Tess Boutmann : Lucie Vandorme
- Céline Romanowski : monitrice plage
- Gwenaël Clause : Tony
- Guillaume Matton : apprenti Dewulf

### Épisode 8:Homme de peu de foi
- Belgique : 11 mai 2021 sur La Une
- Suisse : 18 mai 2021 sur RTS 1
- France : 20 mai 2021 sur TF1

- Romane Portail : Émilie
- Héloïse Wagner : Iris Beauchamp
- Quitterie Picamoles : Rebecca Weill
- Jack Claudany : Tardieu
- Céline Vitcoq : Laurine
- Claudine Vigreux : maîtresse Éliott
- Mélissandre Fortumeau : Pauline Garcia
- Julien Tortora : Bruno
- Husky Kihal : Filipe Garcia
- Denis Duval : prêtre abbaye
- Justine Guerville : patineuse

## Saison 2 (2022)

### Épisode 1:2 300calories
- Belgique : 3 mai 2022 sur La Une
- Suisse : 10 mai 2022 sur RTS 1
- France : 12 mai 2022 sur TF1

- Marie Guillard : Magali Dupres
- Jade Phan-Gia : Maï Pannoy
- Élise Berthelier : Séverine Moutier
- Tom Dingler : Stan Delgado
- Jean-Philippe Lejeune : le buraliste
- Philipe Vauchel : Didier Moutier
- Serge Flamenbaum : le vieux client

### Épisode 2:Chelou/pas chelou
- Belgique : 3 mai 2022 sur La Une
- Suisse : 10 mai 2022 sur RTS 1
- France : 12 mai 2022 sur TF1

- Pauline Parigot : Laëtitia Keller / Yaëlle Robin (aussi dans saison 3 épisode 2)
- Marcel Gonzalez : capitaine Rausart
- Mikaël Chirinian : Yannick Garambois

### Épisode 3:Made in France
- Belgique : 10 mai 2022 sur La Une
- Suisse : 17 mai 2022 sur RTS 1
- France : 19 mai 2022 sur TF1

- Jean-Michel Lahmi : major Lenormand
- Lara Guirao : Lucie Morvan
- David Ayala : Marc Maurin
- Nicolette Picheral : Nicole Guerroni
- Sylvie Granotier : Mme Sarah
- Anne Lepla : l'agent immobilier
- Clara Poulet : Nicole Guerroni jeune
- Charlotte Agres : Jane Doe (Tulipe)
- Gilbert Bouchard : professeur Labiale

### Épisode 4:Enfant de
- Belgique : 10 mai 2022 sur La Une
- Suisse : 17 mai 2022 sur RTS 1
- France : 19 mai 2022 sur TF1

- Antoine Gourlier : Théo Beliard
- Elsa Bouchain : Karine Beliard
- Éric Bougnon : Laurent Beliard
- Gwenaëlle Orfila : Lana Beliard (Valentin)
- Louis Berthélémy : Gabriel
- Delphine Antenor : Doriane
- Antoine Domingos : Pablo
- François Neycken : Jean-Luc Arlaud
- Anouchka Csernakova : vieille voisine de Valentin
- Rémy Roubakha : Otar Baratachvili
- Renaud Hezeques : banquier
- Samir Arab : l'arbitre
- David-Alexandre Berthier : cycliste
- Camille Dupond : automobiliste femme

### Épisode 5:De mille feuk
- Belgique : 17 mai 2022 sur La Une
- Suisse : 24 mai 2022 sur RTS 1
- France : 26 mai 2022 sur TF1

- Karin Swenson : juge Carole Massard
- Christelle Reboul : Sandra Weber
- Flor Lurienne : Erica Modier
- Stéphane Pezerat : Erwan Le Goff
- Elodie Rouprêt : Charlotte Leroy
- Raphaël Hidrot : Christian Leroy
- Xavier Arnaud : Léo Garcia
- Isabelle Cote Willems : hôtesse d'accueil école

### Épisode 6:S comme Italie
- Belgique : 17 mai 2022 sur La Une
- Suisse : 24 mai 2022 sur RTS 1
- France : 2 juin 2022 sur TF1

- Lysiane Meis : Muriel Koltes
- Brigitte Aubry : Ophélie Belli
- Samuel Koussedoh : Marvin Delacroix
- Lou Chauvain : Vera Borgman
- Alexis Corso : Sacha
- Juliette Petiot : Inès
- Nicolas de Broglie : Guillaume
- Anaïs Gheeraert : directrice galerie

### Épisode 7:55 kilos
- Belgique : 24 mai 2022 sur La Une
- Suisse : 31 mai 2022 sur RTS 1
- France : 9 juin 2022 sur TF1

- Niels Dubost : Père Clément
- Francis Leplay : Pierre Lecoq
- Agnès Tassel : Hélène Lecoq
- Nicolas Moreau : Olivier Marchand
- Charley Fouquet : Anne-Marie Marchand
- Romain Rondeau : Rodrigue
- Marie-France Mignal : Maddy
- Thibault Brandin : Alban Marchand
- Antoine Brandin : Antoine Marchand
- Solange Fréjean : Cyrielle Lecoq

### Épisode 8:Serendipity
- Belgique : 24 mai 2022 sur La Une
- Suisse : 31 mai 2022 sur RTS 1
- France : 16 juin 2022 sur TF1

- François Godart : Devos
- Olivier Bonjour : le belge
- Laure Josnin : Marina
- Zoé Pinelli : la fille du belge
- Samira Mameche : médecin urgentiste
- Jean-Baptiste Giezek : ambulancier
- Hassiba Halabi : Naïma Bahri
- Haini Wang : Kristin
- Laurent Mouton : client PMU
- Dominique Thomas : patron PMU (aussi dans saison 3 épisode 8)

Roxanne est dans un état critique a l'hôpital, elle doit être opérée d'urgence. Dans la salle d'attente, Morgane trouve le dossier d'enquête de Roxanne sur Romain. Roxanne a notamment découvert que le légiste qui a authentifié la mort de Romain, le docteur Facchin, a été mis en examen pour corruption. 
A la DIPJ, toute l'équipe se mobilise pour trouver l'agresseur de Roxanne, mais un appel du procureur concernant l'enquête, au courant de la proximité entre Roxanne et l'équipe, et surtout Karadec, va empêcher la PJ d'enquêter. Morgane ne l'entend pas de cette oreille, et décide de fouiller la morgue ou travaille Facchin, sur place elle retrouve Karadec qui est bien décidé a savoir ce qui est arrivé a Roxanne. Après quelques fouilles ils découvrent que le docteur Facchin a été tué. Plus tard, Karadec et Morgane se rendent a Arras pour interroger le commandant Devos a propos de l'arrestation de Romain, celui-ci avoue qu'une source anonyme est venu témoigner que Romain trempait dans des affaires criminelles, cette source n'est autre Agnès Alvaro, la mère de Morgane qui désavouait celui-ci. Soit disant qu'un criminel serai venu la voir pour lui parler d'une arnaque que Romain avait monté, un type avec un accent Belge et deux doigts manquants. Morgane refuse de l'entendre et décide de couper les pont avec sa mère.
Au commissariat, Céline fait le lien entre la description d'Agnès et Arnaud Tenon, dit "le Belge" un parrain du crime organisé lillois récemment sorti de prison. Morgane décide de l'interroger en se faisant passer pour un agent de police. Arnaud se rend bien compte que Morgane n'est pas policière et la reconnait comme la compagne de Romain. Romain lui aurai volé 50 000 Euros avant de disparaitre mais le belge nie l'avoir tué, cependant il se montre menaçant avec Morgane en disant qu'il veut récupérer son argent. 
A l'hôpital, Roxanne se réveille et demande des nouvelle de l'enquête. Elle annonce que les affaires sous scellés de Romain que Karadec pensait détruites ont été conservées a cause de l'enquête sur Facchin. En fouillant les affaires, Morgane trouve un jeton de casino. Après sa garde a vu Romain a dépensé les 50 000 Euros du Belge au casino et commença a empocher une somme titanesque au blackjack. Il avait en fait un complice qui comptait les cartes au bar, en buvant un serendipity, Serge Alvaro, le père de Morgane, HPI et compteur de carte hors pairs interdit dans tout les casinos de France, dorénavant il passe son temps a escroquer des simples d'esprit. Romain voulait acheter un appartement pour vivre avec Morgane et a demandé a Serge de l'aider a trouver de l'argent. Le plan était d'emprunter 50 000 Euros au Belge et de faire fructifier au casino. Ainsi ils rendraient le double au Belge et se partageraient le reste, mais a la sortie du casino Romain est interpellé par un inconnu dans une Saab, en cherchant l'immatriculation Karadec découvre qu'il s'agit de la voiture du commandant Devos. Cependant il semble avoir disparu, Morgane a une intuition et déduis que Devos est séquestré chez le Belge qui réclame son argent. Il est grièvement blessé et séjourne a l'hôpital mais l'équipe a interdiction de l'interroger. Cependant Karadec a une dernière piste. Il a découvert que Devos faisait un virement tout les mois sur un compte en Angleterre, qui selon toute vraisemblances appartiendrai une certaine Adeline, une joggeuse parti vivre en Angleterre, qui a découvert le corps de Romain en 2005.

## Saison 3 (2023)

### Épisode 1:Symétrie radiale
- Suisse : 9 mai 2023
- Belgique : 9 mai 2023
- France : 11 mai 2023

- Anne Azoulay : Émilie Fontaine (aussi dans l'épisode 2)
- Pierre Rochefort : Maxime Fontaine (aussi dans l'épisode 2)
- Ludovic Lecaille : Lorenzo (aussi dans l'épisode 2)
- Turtle White : Mme Dutilleul
- Monique Maréchal : Monique
- Michael Louchard : policier jardin

### Épisode 2:18 carats
- Suisse : : 9 mai 2023
- Belgique : 9 mai 2023
- France :  18 mai 2023

- Anne Azoulay : Émilie Fontaine (aussi dans l'épisode 1)
- Pierre Rochefort : Maxime Fontaine (aussi dans l'épisode 1)
- Ludovic Lecaille : Lorenzo (aussi dans l'épisode 1)
- Pauline Parigot : Lætitia Keller (aussi dans saison 2 épisode 2)
- Khalid Maadour : Wajdi Martinon
- Franck Martins : gardien chef
- Carole Deffit : Ariane Hellman
- Rébecca Chaillon : Brienne
- Myra (chanteuse) : Afida (saisons 3 et 4) : Affida
- Anna d'Annunzio : Van God
- Elga Gnaly : Ingrid
- Annie-France Poli : Marie Besnard
- Stéphanie Chamot : Panda
- Rébecca Tetens : Missfits
- Jacques Schuler : OPJ fouille
- Sabine Houdet : gardienne de prison

### Épisode 3:Décalage horaire
- Suisse : 16 mai 2023
- Belgique : 16 mai 2023
- France : 25 mai 2023

- Célia Lebrument : Sarah
- Kahila Kharbachi : Naïma
- Abel Jafri : Farid
- Yamina Takkatz : Sonia
- Cyril Brisse: Olivier
- Yves Heck : Charles
- Théo Bertrand : Alan
- Clément Moreau : Stanislas
- Manon Jacquart : assistance de Stanislas
- Issam Djibril : guetteur
- Maurice Dalibon : homme DC 3350
- Arnaud Sicot : agent de police manif
- Gilbert Bouchard : professeur Labiale (aussi dans saison 2 épisode 3)

### Épisode 4:Loi de Benford
- Suisse : 16 mai 2023
- Belgique : 16 mai 2023
- France : 1er juin 2023

- Nicolas Martinez : juge Caron (aussi dans l'épisode 5 et 8)
- Salim Kissari : Arun
- Jean-Louis Garçon : Martin
- Éric Paul : Sylvain Archer
- Céline Carrère : Delphine
- Natalie Beder : Alysson
- Paul Balent : Thomas

### Épisode 5:Froid de canard
- Suisse : 23 mai 2023
- Belgique : 23 mai 2023
- France : 8 juin 2023

- Nicolas Martinez : le juge Caron (aussi dans l'épisode 4 et 8)
- Doudou Masta : David Diallo (aussi dans l'épisode 8)
- Nick Mukoko : Brice Diallo
- Guillaume Durieux : Fabien Mercier
- Véronique Vanonckelen : Mme Mauras
- Marie Filipi : la secrétaire médicale
- Isabelle Kubiak : la maman blonde
- Marie Vernalde : la maman brune
- Virginie Kotlinski : Mélissa
- Jonathan Véro : le voisin de Morgane
- Payal Jain Venel : la femme indienne

Morgane est en couple avec Thimotée, qui, bien que très attentionné, est considéré comme un peu trop collant par Théa et Eliott. Morgane est cependant heureuse avec lui et il l’emmène sur le lieu de l’enquête.
Une femme de 40 ans, Adèle Mercier, est retrouvée morte près d’un lac avec une balle dans la tête. Morgane et Karadec se rendent à la piscine où travaillait la victime et son mari et où nageait sa fille. Morgane ayant repéré un cheveux blond sur le corps de la victime, elle récupère des échantillons de cheveux de toutes les personnes présentes, mais les premiers soupçons se portent plutôt sur un homme de ménage, licencié pour vol quelque temps auparavant.
En se rendant chez le suspect — non sans une certaine tension entre elle et Karadec — ils découvrent que le suspect, qui s’appelle en réalité David, travaillait sous l’identité de son frère Brice et se trouvait sur le lieu du crime au moment du constat. Une fois à l’APJ, il se montre peu coopératif et semble avoir un alibi.
Pendant ce temps, Gilles couvre la relation de Morgane, en faisant croire à Daphné que c’est lui qui est avec Thimotée. En tentant de voler un sac sous scellé, Morgane découvre, avec Gilles, des faux papiers d’identité pour la victime et sa fille avec lesquelles elles se rendaient régulièrement dans un hôtel ; mais rien ne peut être déduit de cette information au vu des seules allées et venues.
L’analyse du cheveux blond trouvé sur le corps redirige vers une indienne n’ayant jamais mis les pieds en France. Morgane comprend qu’il s’agit d’une perruque et identifie sur les caméras de l’hôtel la victime, déguisée, qui se rend dans une maison de retraite ainsi déguisée. Il s’avère que c’était pour voir sa mère, car elle avait dû changer d’identité, à la suite de la dénonciation de son ancienne bande, lors d’un braquage à main armée. En plus, David faisait partie de cette bande.
Comme toujours, la vie de famille de Morgane prend beaucoup de places et Thimotée se rend compte que, malgré toute sa bonne volonté, il préférerait une relation plus simple et quitte Morgane, alors que celle-ci voulait enfin officialiser, ce qu'elle avait m dit à Karadec. Sous le choc, elle se rend à la pendaison de crémaillère de celui-ci avec David, le suspect, ce qui met tout le monde mal à l’aise.
Après la découverte de nouveaux éléments compromettant David, Gilles et Karadec se rendent chez lui et le mettent en garde à vue, découvrant que Morgane a passé la nuit avec lui. Lors de l’interrogatoire, Karadec, toujours tendu, perd ses nerfs. Morgane fini par comprendre que c’est en fait Adèle qui voulait trouver David, de peur de représailles et que c’est Brice qui est venu et l’a tuée, pour se venger de son frère.

### Épisode 6:Sonnant et trébuchant
- Suisse : 23 mai 2023
- Belgique : 23 mai 2023
- France : 15 juin 2023

- Mathilde Méry : Salomé / Hélène Rousseau
- Maxence Tual : Antonin Tibert
- Guillaume Fooy : Merlin
- Jérôme Chappatte : Émile Salvatore
- Rémy Delattre : le gérant de la boutique photo

En déplaçant le lave-vaisselle qui était de nouveau en train de fuir, Morgane, Théa et Eliott ont découvert, cachée dans le mur, une boite en métal contenant la somme de 40 000 euros. Alors que Théa imagine déjà comment utiliser cette somme, Morgane décide de ne pas y toucher et de faire comme si cet argent n'existait pas. Roxanne, après les aveux d'Adam la veille, décide de rompre avec lui.
Pendant ce temps, Salomé Rousseau, étudiante de 19 ans, en deuxième année de médecine, est retrouvée morte dans un amphithéâtre par des étudiants, un scalpel argenté dans le cœur. Morgane découvre, voyant la qualité du scalpel, qu'il provient d'une récompense attribuée à une personne importante. Cette déduction est confirmée lorsque Karadec apprend, de la bouche du doyen de l'université, qu'un scalpel en argent lui a été dérobé et qu'une dizaine de personnes peuvent y avoir eu accès. Parmi les suspects, il y a Émile Salvatore, l'homme à tout faire de l'université.

### Épisode 7:Tonnerre!
- Suisse : 30 mai 2023
- Belgique : 30 mai 2023
- France : 22 juin 2023

- Akache Busiah : Ranir
- Klyn Aiden : Will Zhao
- Anaïs Ciriello : Aurore Delaunay
- Geoffroy Boutan : Alain Delaunay
- Cathy Min Jung : Maggie Zhao
- Xing Xing Cheng : grand-mère Zhao
- Hsiaotung Lai : cousine de Will Zhao
- Élisabeth Tissot Guerraz : Ghislaine Delaunay
- Barbara Bolotner : Sandrine / Iris
- Zoé Bruneau : wedding planneuse
- Coralie Prévot : Charlotte
- Alexandre Sallio : Olivier
- Igor Skreblin : Redbones (aussi dans l'épisode 8)
- Henri Botte : Klaus (aussi dans l'épisode 8)
- Christiane Cohendy : Colette Martingale (aussi dans l'épisode 8)
- Marc Lehut : Rony Boyer (aussi dans l'épisode 8)

Serge s'est fait tiré dessus par le chef d'un gang de motard. Il devait leur rendre les 40 000 euros qu'il avait caché derrière le lave vaisselle de Morgane, mais cette dernière a tout dépensé dans du mobilier. Alors qu'elle tente de calmer l'hémorragie, elle est appelé sur une scène de crime.
Samir Masmoudi, un jeune homme en costume de lapin, est retrouvé mort a la suite de l'enterrement de vie de garçon de son ami, Will Zhao. Pendant l'enquête, Morgane demande a Théa de revendre un maximum de mobilier pour rembourser les 40 000 euros, mais elle n'obtient qu'une maigre somme. Alors que Karadec interroge les futurs mariés, Morgane parvient a se faire embaucher comme Weeding planeuse pour obtenir les 40 000 euros. Lorsque Karadec s'en rend compte et la confronte, Morgane sauve in extemis Will alors qu'un lustre allait lui tomber dessus. De retour au commissariat, Céline annonce a l'équipe que la mère du marié a contacté le préfet et refuse que la police intervienne sur les lieux du mariage pour ne pas perturber les préparatifs. L'équipe décide donc d'utiliser Morgane comme un agent infiltré pour obtenir des indices mais celle-ci est rapidement débordé par les exigences des un et des autres. Karadec se décide a inviter Morgane au restaurant, prétextant de vouloir discuter de l'enquête. Morgane lui apprend qu'il y a un an, un immeuble qui appartenait aux Delaunay, la famille de la mariée, a explosé a cause d'une fuite de gaz. Aurore, la mariée, qui habitait l'immeuble a été sauvé par Will Zhao, mais une locataire est tout de même morte dans l'incendie. Le lendemain, Morgane interroge Iris, qui se fait passer pour Sandrine, une amie de la marié, qui en veut aux Delaunay car c'est la sœur de la locataire morte dans l'incendie, et elle affirme que l'incendie est d'origine criminelle. En réalité sa sœur sous louait discrètement une chambre a Samir qui était alors sans papiers, et Iris pense que les Delaunay ont tué Samir car il savait des choses et pouvait les faire plonger. 
En rentrant chez elle Morgane fait la rencontre de Redbones, le biker qui a tiré sur Serge qui réclame son argent, il laisse 24 heures a Morgane pour récupérer la somme, mais madame Zhao refuse de lui verser l'acompte avant la cérémonie. Alors qu'elle tente de faire embaucher Théa comme DJ, pour obtenir la somme, elle et Karadec se rendent compte qu'en vérité, Will n'était pas sur les lieux de l'explosion et que c'est Samir qui a sauvé Aurore. Morgane finit par se faire virer du mariage, et doit trouver une autre solution. Serge décide d'aller voire une de ses amies pour lui voler des bijoux et emmène Morgane avec lui, dégoutée elle l'abandonne sur la route, avant de partir chez Karadec. Morgane finit par comprendre que Will et Aurore n'ont pas passé la nuit ensemble et que Will a tué Samir par peur qu'il ne dévoile que c'est Aurore, en tentant de se suicider, qui a fait exploser l'immeuble en créant une fuite de gaz.

### Épisode 8:Kikeriki
- Suisse : 30 mai 2023
- Belgique : 30 mai 2023
- France : 29 juin 2023

- Doudou Masta : David Diallo (aussi dans l'épisode 5)
- Nicolas Martinez : le juge Caron (aussi dans l'épisode 4 et 5)
- Dominique Thomas : patron PMU (aussi dans saison 2 épisode 8)
- Igor Skreblin : Redbones (aussi dans l'épisode 7)
- Henri Botte : Klaus (aussi dans l'épisode 7)
- Christiane Cohendy : Colette Martingale (aussi dans l'épisode 7)
- Vincent Nemeth : Hervé
- Bruno Buffoli : le médecin de Morgane
- Marc Lehut : Rony Boyer (aussi dans l'épisode 7)

L'épisode commence avec un homme masqué qui torture et tue le propriétaire d'un magasin de bijoux. Lorsque la police arrive sur les lieux du crime, Morgane découvre un coffre caché qui contient les bijoux que Serge a volé pour rembourser Redbones. Serge lui assure que rien ne peut l'incriminer ayant effacé ses empreintes et utilisé des faux noms mais Morgane reste suspicieuse. D'autant plus que Colette Martingale, la femme a qui Serge a volé les bijoux, a dressé un portait robot de Serge. Morgane tente de les attirer sur une nouvelle piste en essayant de localiser l'endroit d'où un message sur le répondeur du vendeur de bijoux a été émis avec des indices sonores, avant de se rendre compte qu'il s'agit de l'endroit ou a eu lieu la transaction entre Serge et Redbones. Elle divague a nouveau pour brouiller les pistes, mais Gilles a une intuition et trouve le nom de Redbones dans les scellés, ils finissent par le localiser dans un hammam. Dans le hammam, alors qu'un individu prend la fuite, on découvre que Redbones et tout ses associés on été tués, avant de mourir, il annonce a Morgane que le tueur est a la recherche de Serge.
En rentrant, Morgane demande des explications a Serge, qui se cache dans les toilettes de la maison de Morgane, elle lui annonce qu'elle le couvrira le temps de l'enquête mais qu'ensuite il devra sortir définitivement de sa vie. Pendant ce temps, Karadec interroge une nouvelle fois Colette, on apprend que celle-ci travaillait autrefois en tant que secrétaire dans l'ambassade française d'Allemagne de l'Est, et que la broche qui n'a pas été retrouvée sur la scène de crime appartenait a Ana Krueger, une allemande avec qui elle s'est lié d'amitié. Ana serai morte en 1972 après avoir tenté de traverser illégalement la frontière pour rejoindre son amant en France. De retour au commissariat, une nouvelle fois le lien est fait entre les bijoux et Serge, dont les policiers ne connaissent toujours pas l'identité, Morgane tente a nouveau de les balader mais Karadec demande a l'équipe de rechercher des indices, notamment si des contravention avaient été distribué dans la rue de Colette, Morgane se souvenant en avoir reçu une commence a paniquer, mais un appel de l'APTS concernant une agression similaire en 2015 a Paris monopolise l'attention de tout le monde. La victime est l'ancien amant d'Ana et son agresseur est Klaus, l'enfant qu'il a eu avec elle en Allemagne de l'est, qui voulait savoir ce qui lui était arrivé. 
De son coté, Morgane, qui cherche a faire disparaitre les preuves qui la relierait elle et son père a l'affaire en cours, tente de rentrer dans l'ordinateur de Karadec pour supprimer du dossier la contravention qu'elle a reçu le jour de l'agression de Colette. Elle ne parvient pas a entrer et bloque temporairement l'ordinateur avant de partir pour son rendez-vous prévu avec Karadec, mais Gilles constate que l'ordinateur est verrouillé. Pendant leur rendez-vous, Morgane pose de nombreuses questions a Karadec, il finissent par s'embrasser mais Morgane s'enfuit sans raison apparente. Elle retourne au commissariat pour essayer de nouveaux mots de passe et parvient a déverrouiller l'ordinateur, elle supprime sa contravention avant de partir. Le lendemain, Gilles avoue a Karadec que Morgane a tenté de s'introduire dans son ordinateur. Morgane tente de s'expliquer mais ce dernier, désabusé, lui demande de ne plus intervenir dans l'enquête, alors que le patron d'un bar été retrouvé assassiné par le même mode opératoire que Klaus. 
Morgane rentre chez elle sans se rendre compte que Klaus est déjà là et a pris la place de l'ancien réparateur. Ludo arrive avec les enfant suivi de Henri qui réclame son loyer, c'est alors que Klaus sort son arme et prend en otage toute la famille. Il demande a voir Serge en menaçant Morgane. Il arrive pour desarmorcer la situation et demande a Morgane, qui connait le dossier, de résoudre l'affaire pour savoir qui a tué Ana. Morgane parvient trouver le coupable et demande a Klaus de la libérer avec sa famille mais il refuse, alors qu'il s'apprêtait a tirer, Karadec la sauve in extremis en tuant Klaus. De son coté, Gilles, qui a été missionné a la protection de Colette, manque de peu de se faire empoisonner par cette dernière.

## Saison 4 (2024)

### Épisode 1:Recto-verso
- Belgique : 7 mai 2024
- Suisse : 14 mai 2024
- France : 16 mai 2024

- Thomas Scimeca : Fred
- Nicolas Martinez : le juge Caron
- Doudou Masta : David Diallo
- Marion Limosin : Manon Collet
- Yannig Samot : Christophe Collet
- Willy Delohen : Paul Collet
- Cécile Berland : Alexandra Collet
- Catherine Claeys : Mireille
- Pierre Laugier : le notaire
- Amar Oumaziz : l'agent immobilier
- Crystal Shepherd-Cross : Laurence Sirinelli
- Willy Lesaffre : flic 1
- Eddy Mbajum : flic 2
- Bertrand Foly : le prêtre
- Denis Buisine : le rabbin

### Épisode 2:ISO 8601
- Belgique : 7 mai 2024
- Suisse : 14 mai 2024
- France : 23 mai 2024

- Thomas Scimeca : Fred
- Nicolas Martinez : le juge Caron
- Akashe Busiah : Ranir
- Patrizia Berti : Marilyn
- Victor Guillemot : Benoît
- Manika Auxire : Violaine
- Sam Chemoul : Alain
- Célia Pilastre : Zoé
- Athéna Poullos : Judith
- Ener Tambwe : Dr Bubé
- Mancel Dupont : Enzo

### Épisode 3:Penicillium brevicaule
- Belgique : 14 mai 2024
- Suisse : 21 mai 2024
- France : 30 mai 2024

- Christopher Bayemi : docteur Bonnemain
- Thomas Scimeca : Fred
- Doudou Masta : David Diallo
- Annie Poli : Marie Besnard
- Nina de Tonquédec : Marie Besnard enfant
- Crystal Sherperd-Cross : voix de Margot
- Célia Pilastre : voix de Gilberte
- Maxime Galichet : voix de Marcel
- Éric Pucheu : voix d'un flic
- Djibril Glissant : voix d'Antoine
- Rufus : Henri

### Épisode 4:Cheval de Troie
- Belgique : 14 mai 2024
- Suisse : 21 mai 2024
- France : 13 juin 2024

### Épisode 5:L’effet râteau
- Belgique : 3 septembre 2024
- Suisse : 3 septembre 2024
- France : 12 septembre 2024

### Épisode 6:Coccinella septempunctata
- Belgique : 10 septembre 2024
- Suisse : 10 septembre 2024
- France : 19 septembre 2024

### Épisode 7:Mosaïque
- Belgique : 17 septembre 2024
- Suisse : 17 septembre 2024
- France : 26 septembre 2024

### Épisode 8:Ultraviolet
- Belgique : 24 septembre 2024
- Suisse : 24 septembre 2024
- France : 3 octobre 2024

## Saison 5 (2025)

### Épisode 1:Du grave à l'aigu
- Belgique : 12 mai 2025 sur La Une
- Suisse : 13 mai 2025 sur RTS 2
- France : 15 mai 2025 sur TF1[3]

- Adèle Choubard : Claire
- Michaël Erpelding : Nicolas, le braqueur
- Yann Sundberg : Jacques Bayeur
- Wanda Tymoszewska : Elzbieta Kowalski
- Sebastian Haber : Adrian Kowalski
- Gilbert Bouchard : Professeur Labial
- Michèle Moretti : Agnès Alvaro

### Épisode 2:Galatée
- Belgique : 12 mai 2025 sur La Une
- Suisse : 20 mai 2025 sur RTS 1
- France : 22 mai 2025 sur TF1

- Bénédicte Choisnet : Barbara
- Élise Diamant : Pauline de Maesker
- Caroline Gay : Pam Grondin
- Yassim Ait Abdelmalek : Yanis Hanini
- Jules Garreau : Amaury53

### Épisode 3:Effet Barnum
- Belgique : 20 mai 2025 sur La Une
- Suisse : 27 mai 2025 sur RTS 1
- France : 29 mai 2025 sur TF1

- Marie Zabukovec : Betty
- Sylvie Moreaux : Mélusine
- Amel Benaïssa : Anna
- Alessandro Duca : Greg Vasseur
- Julien Ghestem : Jorrick
- Marie-Claude Jacquemont : Suzanne
- Patrick Chesnais : Serge Alvaro

### Épisode 4:L'homme au soda à moitié plein
- Belgique : 27 mai 2025 sur La Une
- Suisse : 3 juin 2025 sur RTS 1
- France : 12 juin 2025 sur TF1

- Alexandre Pellé : Victor Rexain
- Lucien Guêné : Jonas Hervieu
- Caroline Rochefort : Laëtitia
- Nicole Colchat : Geneviève
- Geoffrey Bailleul : Didier Valois
- Hervé Rey : le contrôleur du train
- Leila Amara : Fanny Rexain
- Lily Dupont : Clara Hervieu
- Santine Munoz : Angélique
- Sébastien Boissavit : Lionel Hervieu
- Domitie de Lamberterie : l'employée des pompes funèbres
- Xavier Hosten : Romain Destat (images d'archives de la saison 2)
- Michèle Moretti : Agnès Alvaro
- Patrick Chesnais : Serge Alvaro

### Épisode 5:Crack, Pshiiit, Haaaa
- Belgique : 2 septembre 2025 sur La Une
- Suisse : 2 septembre 2025 sur RTS 1
- France : 4 septembre 2025 sur TF1

- Mohamed Makhtoumi : Docteur Benzaoui
- Nicky Marbot : Voisin Morgane
- Caroline Rochefort : Laëtitia
- Nicolas Jacquens : Eren Yilmaz
- Edouard Eftimakis : Damien Morel
- Tom Boudet : Norman
- Tom Lecocq : Quentin Leblanc
- Chloé Ploton : Oriane Leblanc
- Valeria Roco : Paola
- Sultan Ulutas : Meryem
- Julia Garnier : Gameuse Néerlandaise
- Gaëêtan Delaleu : Surveillant

### Épisode 6:Tequila Sunrise
- Belgique : 9 septembre 2025 sur La Une
- Suisse : 9 septembre 2025 sur RTS 1
- France : 11 septembre 2025 sur TF1

### Épisode 7:Il faut qu'on parle
- Belgique : 16 septembre 2025 sur La Une
- Suisse : 16 septembre 2025 sur RTS 1
- France : 18 septembre 2025 sur TF1

### Épisode 8:Supernova
- Belgique : 23 septembre 2025 sur La Une
- Suisse : 23 septembre 2025 sur RTS 1
- France : 25 septembre 2025 sur TF1

## Audiences

### Saison 1

#### En France
En France, la saison 1 est diffusée les jeudis sur TF1, par salve de deux épisodes du 29 avril au 20 mai 2021.
| Épisode            | Diffusion          | Diffusion          | Audience moyenne          | Audience moyenne | Audience moyenne | Classement des audiences | Réf(s). |
| Épisode            | Jour               | Horaire            | Nombre de téléspectateurs | Part de marché   | Part de marché   | Classement des audiences | Réf(s). |
| Épisode            | Jour               | Horaire            | Nombre de téléspectateurs | (4 ans et plus)  | (FRDA-50)        | Classement des audiences | Réf(s). |
| ------------------ | ------------------ | ------------------ | ------------------------- | ---------------- | ---------------- | ------------------------ | ------- |
| 1                  | 29 avril 2021      | 21:05 - 22:00      | 9 780 000                 | 38,4 %           | 41,6 %           | 1er                      | [ 4 ]   |
| 2                  | 29 avril 2021      | 22:00 - 22:55      | 8 890 000                 | 41,9 %           | 45 %             | 1er                      | [ 4 ]   |
| 3                  | 6 mai 2021         | 21:05 - 22:00      | 10 520 000                | 41,5 %           | 47,1 %           | 1er                      | [ 5 ]   |
| 4                  | 6 mai 2021         | 22:00 - 22:55      | 9 410 000                 | 43,3 %           | 49,1 %           | 1er                      | [ 5 ]   |
| 5                  | 13 mai 2021        | 21:05 - 22:00      | 9 640 000                 | 39,7 %           | 46,8 %           | 1er                      | [ 6 ]   |
| 6                  | 13 mai 2021        | 22:00 - 22:55      | 8 690 000                 | 41,9 %           | 46,8 %           | 1er                      | [ 6 ]   |
| 7                  | 20 mai 2021        | 21:05 - 22:00      | 10 450 000                | 42,9 %           | 48,2 %           | 1er                      | [ 7 ]   |
| 8                  | 20 mai 2021        | 22:00 - 22:55      | 9 120 000                 | 44,5 %           | 48,2 %           | 1er                      | [ 7 ]   |
| Bilan de la saison | Bilan de la saison | Bilan de la saison | 9 570 000                 | 41,7 %           | 46,6 %           | 1er                      | [ 8 ]   |

#### En Belgique
En Belgique, la saison 1 est diffusée les mardis sur La Une, par salve de deux épisodes du 20 avril au 11 mai 2021.
| Épisodes                                 | Diffusion                                | Audience veille moyenne   | Réf.   |
| Épisodes                                 | Diffusion                                | Nombre de téléspectateurs | Réf.   |
| ---------------------------------------- | ---------------------------------------- | ------------------------- | ------ |
| 1 - 2                                    | 20 avril 2021                            | 434 120                   | [ 9 ]  |
| 3 - 4                                    | 27 avril 2021                            | 428 404                   | [ 9 ]  |
| 5 - 6                                    | 4 mai 2021                               | 476 012                   | [ 9 ]  |
| 7 - 8                                    | 11 mai 2021                              | 528 066                   | [ 9 ]  |
|                                          |                                          |                           |        |
| Bilan de la saison (en audiences veille) | Bilan de la saison (en audiences veille) | 446 520                   | [ 10 ] |

| Épisodes           | Diffusion          | Audience moyenne (à J+7)  | Audience moyenne (à J+7)               | Réf.   |
| Épisodes           | Diffusion          | Nombre de téléspectateurs | Part de marché (sur les 4 ans et plus) | Réf.   |
| ------------------ | ------------------ | ------------------------- | -------------------------------------- | ------ |
| 1 - 2              | 20 avril 2021      | 523 049                   | 34,1 %                                 | [ 9 ]  |
| 3 - 4              | 27 avril 2021      | 562 949                   | 33,6 %                                 | [ 9 ]  |
| 5 - 6              | 4 mai 2021         | 563 235                   | 35,1 %                                 | [ 9 ]  |
| 7 - 8              | 11 mai 2021        | 605 143                   | 38,2 %                                 | [ 9 ]  |
|                    |                    |                           |                                        |        |
| Bilan de la saison | Bilan de la saison | 563 594                   | 35,3 %                                 | [ 10 ] |

### Saison 2

#### En France
En France, la saison 2 est diffusée les jeudis sur TF1 avec 2 salves de deux épisodes les 12 et 19 mai 2022 et un épisode du 26 mai au 16 juin 2022.
| Épisode            | Diffusion          | Diffusion          | Audience moyenne          | Audience moyenne | Audience moyenne | Classement des audiences | Réf(s). |
| Épisode            | Jour               | Horaire            | Nombre de téléspectateurs | Part de marché   | Part de marché   | Classement des audiences | Réf(s). |
| Épisode            | Jour               | Horaire            | Nombre de téléspectateurs | (4 ans et plus)  | (FRDA-50)        | Classement des audiences | Réf(s). |
| ------------------ | ------------------ | ------------------ | ------------------------- | ---------------- | ---------------- | ------------------------ | ------- |
| 1                  | 12 mai 2022        | 21:10 - 22:05      | 9 250 000                 | 41,8 %           | 47,1 %           | 1er                      | [ 12 ]  |
| 2                  | 12 mai 2022        | 22:05 - 23:00      | 7 830 000                 | 43,7 %           | 50,7 %           | 1er                      | [ 12 ]  |
| 3                  | 19 mai 2022        | 21:10 - 22:05      | 7 950 000                 | 37,2 %           | 41,9 %           | 1er                      | [ 13 ]  |
| 4                  | 19 mai 2022        | 22:05 - 23:00      | 6 860 000                 | 38,5 %           | 41,9 %           | 1er                      | [ 13 ]  |
| 5                  | 26 mai 2022        | 21:10 - 22:05      | 7 840 000                 | 37,6 %           | 50,2 %           | 1er                      | [ 14 ]  |
| 6                  | 2 juin 2022        | 21:10 - 22:05      | 8 610 000                 | 40,8 %           | 50,1 %           | 1er                      | [ 15 ]  |
| 7                  | 9 juin 2022        | 21:10 - 22:05      | 8 840 000                 | 41,4 %           | 50,4 %           | 1er                      | [ 16 ]  |
| 8                  | 16 juin 2022       | 21:10 - 22:05      | 7 990 000                 | 39,4 %           | 49,1 %           | 1er                      | [ 17 ]  |
| Bilan de la saison | Bilan de la saison | Bilan de la saison | 8 140 000                 | 40 %             | 47,7 %           | 1er                      | [ 18 ]  |

#### En Belgique
La deuxième saison est diffusée sur La Une par salve de deux épisodes du 3 au 24 mai 2022.
| Épisodes                                 | Diffusion                                | Audience veille moyenne   | Réf.   |
| Épisodes                                 | Diffusion                                | Nombre de téléspectateurs | Réf.   |
| ---------------------------------------- | ---------------------------------------- | ------------------------- | ------ |
| 1 - 2                                    | 3 mai 2022                               | 419 017                   | [ 19 ] |
| 3 - 4                                    | 10 mai 2022                              | 398 885                   | [ 19 ] |
| 5 - 6                                    | 17 mai 2022                              | 393 625                   | [ 19 ] |
| 7 - 8                                    | 24 mai 2022                              | 487 888                   | [ 19 ] |
|                                          |                                          |                           |        |
| Bilan de la saison (en audiences veille) | Bilan de la saison (en audiences veille) | 424 854                   |        |

| Épisodes           | Diffusion          | Audience moyenne (à J+7)  | Audience moyenne (à J+7)               | Réf.   |
| Épisodes           | Diffusion          | Nombre de téléspectateurs | Part de marché (sur les 4 ans et plus) | Réf.   |
| ------------------ | ------------------ | ------------------------- | -------------------------------------- | ------ |
| 1 - 2              | 3 mai 2022         | 533 342                   | 33,7 %                                 | [ 20 ] |
| 3 - 4              | 10 mai 2022        | 529 098                   | 35,8 %                                 | [ 20 ] |
| 5 - 6              | 17 mai 2022        | 511 175                   | 37,2 %                                 | [ 20 ] |
| 7 - 8              | 24 mai 2022        | 621 680                   | 37,9 %                                 | [ 20 ] |
|                    |                    |                           |                                        |        |
| Bilan de la saison | Bilan de la saison | 548 823                   | 36,2 %                                 |        |

### Saison 3

#### En France
En France, la saison 3 est diffusée les jeudis sur TF1 avec 1 épisode chaque semaine du 11 mai au 29 juin 2023.
| Épisode            | Diffusion          | Diffusion          | Audience moyenne          | Audience moyenne | Audience moyenne | Classement des audiences | Réf(s). |
| Épisode            | Jour               | Horaire            | Nombre de téléspectateurs | Part de marché   | Part de marché   | Classement des audiences | Réf(s). |
| Épisode            | Jour               | Horaire            | Nombre de téléspectateurs | (4 ans et plus)  | (FRDA-50)        | Classement des audiences | Réf(s). |
| ------------------ | ------------------ | ------------------ | ------------------------- | ---------------- | ---------------- | ------------------------ | ------- |
| 1                  | 11 mai 2023        | 21:10 - 22:05      | 8 380 000                 | 39,5 %           | 47,2 %           | 1er                      | [ 21 ]  |
| 2                  | 18 mai 2023        | 21:10 - 22:05      | 7 200 000                 | 35,9 %           | 48,7 %           | 1er                      | [ 22 ]  |
| 3                  | 25 mai 2023        | 21:10 - 22:05      | 7 480 000                 | 37,3 %           | 47 %             | 1er                      | [ 23 ]  |
| 4                  | 1er juin 2023      | 21:10 - 22:05      | 7 350 000                 | 36,7 %           | 48,2 %           | 1er                      | [ 24 ]  |
| 5                  | 8 juin 2023        | 21:10 - 22:05      | 7 490 000                 | 38,2 %           | 47 %             | 1er                      | [ 25 ]  |
| 6                  | 15 juin 2023       | 21:10 - 22:05      | 7 240 000                 | 37 %             | 51,5 %           | 1er                      | [ 26 ]  |
| 7                  | 22 juin 2023       | 21:10 - 22:05      | 7 460 000                 | 37,4 %           | 47,2 %           | 1er                      | [ 27 ]  |
| 8                  | 29 juin 2023       | 21:10 - 22:05      | 6 910 000                 | 36,2 %           | 51 %             | 1er                      | [ 28 ]  |
| Bilan de la saison | Bilan de la saison | Bilan de la saison | 7 440 000                 | 37,3 %           | 48,5 %           | 1er                      | [ 29 ]  |

Légende :
- plus hauts scores d'audiences
- plus bas scores d'audiences

#### En Belgique
En Belgique, la saison 3 est diffusée les mardis sur La Une par salve de deux épisodes du 9 au 30 mai 2023.
| Épisodes                                 | Diffusion                                | Audience veille moyenne   | Réf.   |
| Épisodes                                 | Diffusion                                | Nombre de téléspectateurs | Réf.   |
| ---------------------------------------- | ---------------------------------------- | ------------------------- | ------ |
| 1 - 2                                    | 9 mai 2023                               | 408 791                   | [ 19 ] |
| 3 - 4                                    | 16 mai 2023                              | 421 025                   | [ 19 ] |
| 5 - 6                                    | 23 mai 2023                              | 347 376                   | [ 19 ] |
| 7 - 8                                    | 30 mai 2023                              | 407 094                   | [ 19 ] |
|                                          |                                          |                           |        |
| Bilan de la saison (en audiences veille) | Bilan de la saison (en audiences veille) | 396 072                   |        |

| Épisodes           | Diffusion          | Audience moyenne (à J+7)  | Audience moyenne (à J+7)               | Réf.   |
| Épisodes           | Diffusion          | Nombre de téléspectateurs | Part de marché (sur les 4 ans et plus) | Réf.   |
| ------------------ | ------------------ | ------------------------- | -------------------------------------- | ------ |
| 1 - 2              | 9 mai 2023         | 567 866                   | 31,3 %                                 | [ 30 ] |
| 3 - 4              | 16 mai 2023        | 602 546                   | 38,2 %                                 | [ 30 ] |
| 5 - 6              | 23 mai 2023        | 470 752                   | 31,3 %                                 | [ 30 ] |
| 7 - 8              | 30 mai 2023        | 542 099                   | 36,4 %                                 | [ 30 ] |
|                    |                    |                           |                                        |        |
| Bilan de la saison | Bilan de la saison | 545 816                   | 34,3 %                                 |        |

### Saison 4

#### En France
En France, la saison 4 est diffusée les jeudis sur TF1 avec 1 épisode chaque semaine entre le 16 mai 2024 et le 13 juin 2024, puis entre le 12 septembre et le 3 octobre 2024.
| Épisode            | Diffusion          | Diffusion          | Audience moyenne          | Audience moyenne | Audience moyenne | Classement des audiences | Réf(s). |
| Épisode            | Jour               | Horaire            | Nombre de téléspectateurs | Part de marché   | Part de marché   | Classement des audiences | Réf(s). |
| Épisode            | Jour               | Horaire            | Nombre de téléspectateurs | (4 ans et plus)  | (FRDA-50)        | Classement des audiences | Réf(s). |
| ------------------ | ------------------ | ------------------ | ------------------------- | ---------------- | ---------------- | ------------------------ | ------- |
| 1                  | 16 mai 2024        | 21:10 - 22:15      | 7 700 000                 | 39,5 %           | 52,3 %           | 1er                      | [ 31 ]  |
| 2                  | 23 mai 2024        | 21:10 - 22:20      | 7 300 000                 | 36,8 %           | 49 %             | 1er                      | [ 32 ]  |
| 3                  | 30 mai 2024        | 21:10 - 22:15      | 6 600 000                 | 33,3 %           | 49,5 %           | 1er                      | [ 33 ]  |
| 4                  | 13 juin 2024       | 21:10 - 22:25      | 6 270 000                 | 31,5 %           | 43,9 %           | 1er                      | [ 34 ]  |
| 5                  | 12 septembre 2024  | 21:10 - 22:20      | 6 270 000                 | 33,5 %           | 47 %             | 1er                      | [ 35 ]  |
| 6                  | 19 septembre 2024  | 21:10 - 22:20      | 5 990 000                 | 30,8 %           | 46,3 %           | 1er                      | [ 36 ]  |
| 7                  | 26 septembre 2024  | 21:10 - 22:15      | 6 630 000                 | 33,9 %           | 49,6 %           | 1er                      | [ 37 ]  |
| 8                  | 3 octobre 2024     | 21:10 - 22:25      | 6 100 000                 | 31,6 %           | 47,4 %           | 1er                      | [ 38 ]  |
| Bilan de la saison | Bilan de la saison | Bilan de la saison | 6 610 000                 | 33,9 %           | 48,2 %           | 1er                      | [ 39 ]  |

Légende :
- plus hauts scores d'audiences
- plus bas scores d'audiences

#### En Belgique
En Belgique, la saison 4 est diffusée les mardis sur La Une par salve de deux épisodes entre le 7 mai 2024 et le 14 mai 2024, puis un épisode à la fois entre le 3 septembre 2024 et le 24 septembre 2024.
| Épisodes           | Diffusion          | Audiences                 | Audiences                      | Réf.   |
| Épisodes           | Diffusion          | Nombre de téléspectateurs | Part de marché (4 ans et plus) | Réf.   |
| ------------------ | ------------------ | ------------------------- | ------------------------------ | ------ |
| 1 - 2              | 7 mai 2024         | 531 773                   | 35,7 %                         | [ 40 ] |
| 3 - 4              | 14 mai 2024        | 498 215                   | 35,6 %                         | [ 41 ] |
| 5                  | 3 septembre 2024   | 427 546                   | 30,4 %                         | [ 42 ] |
| 6                  | 10 septembre 2024  | 442 452                   | 33 %                           | [ 43 ] |
| 7                  | 17 septembre 2024  | 474 389                   | 34,9 %                         | [ 44 ] |
| 8                  | 24 septembre 2024  | 470 966                   | 33,5 %                         | [ 45 ] |
| Bilan de la saison | Bilan de la saison | 474 224                   | 33,9 %                         |        |

### Saison 5

#### En France
| Épisode            | Diffusion         | Diffusion     | Audience moyenne          | Audience moyenne | Audience moyenne | Classement des audiences | Réf(s). |
| Épisode            | Jour              | Horaire       | Nombre de téléspectateurs | Part de marché   | Part de marché   | Classement des audiences | Réf(s). |
| Épisode            | Jour              | Horaire       | Nombre de téléspectateurs | (4 ans et plus)  | (FRDA-50)        | Classement des audiences | Réf(s). |
| ------------------ | ----------------- | ------------- | ------------------------- | ---------------- | ---------------- | ------------------------ | ------- |
| 1                  | 15 mai 2025       | 21:10 - 22:20 | 6 231 000                 | 34,1 %           | 45,8 %           | 1er                      | [ 46 ]  |
| 2                  | 22 mai 2025       | 21:10 - 22:15 | 5 898 000                 | 32,5 %           | 48,4 %           | 1er                      | [ 47 ]  |
| 3                  | 29 mai 2025       | 21:15 - 22:20 | 4 910 000                 | 28,4 %           | 41,7 %           | 1er                      | [ 48 ]  |
| 4                  | 12 juin 2025      | 21:10 - 22:15 | 5 223 000                 | 29,7 %           | 45,2 %           | 1er                      | [ 49 ]  |
| 5                  | 4 septembre 2025  | 21:10 - 22:15 |                           |                  |                  |                          |         |
| 6                  | 11 septembre 2025 | 21:10 - 22:15 |                           |                  |                  |                          |         |
| 7                  | 18 septembre 2025 | 21:10 - 22:15 |                           |                  |                  |                          |         |
| 8                  | 25 septembre 2025 | 21:10 - 22:15 |                           |                  |                  |                          |         |
| Bilan de la saison |                   |               |                           |                  |                  |                          |         |

Légende :
- plus hauts scores d'audiences
- plus bas scores d'audiences

#### En Belgique
| Épisodes           | Diffusion         | Audiences                 | Audiences                      | Réf.   |
| Épisodes           | Diffusion         | Nombre de téléspectateurs | Part de marché (4 ans et plus) | Réf.   |
| ------------------ | ----------------- | ------------------------- | ------------------------------ | ------ |
| 1 - 2              | 12 mai 2025       | 429 219                   | 28,4%                          | [ 50 ] |
| 3                  | 20 mai 2025       | 437 586                   | 30,8%                          | [ 51 ] |
| 4                  | 27 mai 2025       | 468 480                   | 34,7%                          | [ 52 ] |
| 5                  | 2 septembre 2025  |                           |                                |        |
| 6                  | 9 septembre 2025  |                           |                                |        |
| 7                  | 16 septembre 2025 |                           |                                |        |
| 8                  | 23 septembre 2025 |                           |                                |        |
| Bilan de la saison |                   |                           |                                |        |

## Critiques
Carine Didier, du Parisien, note qu'aux « intrigues plutôt bien ficelées (…) s’ajoutent quelques astuces savoureuses pour illustrer les fulgurances de Morgane et une réalisation efficace. Une dose d’originalité, dans la veine de Balthazar (TF1) ou Astrid et Raphaëlle (France 2), et une Haute Probabilité d’Insuffler de l’humour à nos soirées confinées. Ça fait du bien ».
Pour Audrey Fournier, du Monde : « la qualité de l'interprétation, largement au-dessus de ce que TF1 donne à voir habituellement, constitue la meilleure surprise de ce divertissement imparfait mais étonnamment exigeant ».
Pour Constance Jamet, Julia Baudin et Céline Fontana, du Figaro : « Audrey Fleurot est l'héroïne de cette comédie policière fort divertissante, aux intrigues bien ficelées, qui repose presque entièrement sur le talent de l'actrice. La rousse flamboyante se déchaîne, tant côté vestimentaire, d'un mauvais goût crânement assumé, façon Erin Brockovich, que dans les dialogues, auxquels elle a insufflé sa patte, très politiquement incorrecte, avec une apparente jubilation. ».
Pour Télécâble Sat Hebdo : « Le charme pétillant et l’énergie débordante d’Audrey Fleurot sont les principaux intérêts de cette comédie policière qui, sans cela, ne fait l’économie d’aucun cliché narratif du genre. ».
Isabelle Poitte, de Télérama, est moins enthousiaste : « Hélas, si le casting ne démérite pas, l’ensemble manque d’habileté pour lier enquête, humour et bribes de réalité sociale. Les bonnes idées (les flashs visuels de Morgane, une digression sur Les Experts…) se noient dans une réalisation aseptisée et factice. Le Nord n’a jamais été aussi ensoleillé, les locaux nickel de la PJ sont éclairés comme un showroom. On sourit, tout en frôlant l’indigestion ».